# First Interstate Arena
Die First Interstate Arena (voller Name: First Interstate Arena at MetraPark) ist eine Mehrzweckhalle in der US-amerikanischen Stadt Billings des Yellowstone County im Bundesstaat Montana. Seit der Saison 2022 ist sie die Heimspielstätte der Arena-Footballteam der Billings Outlaws aus der Arena Football One (AF1).

## Geschichte

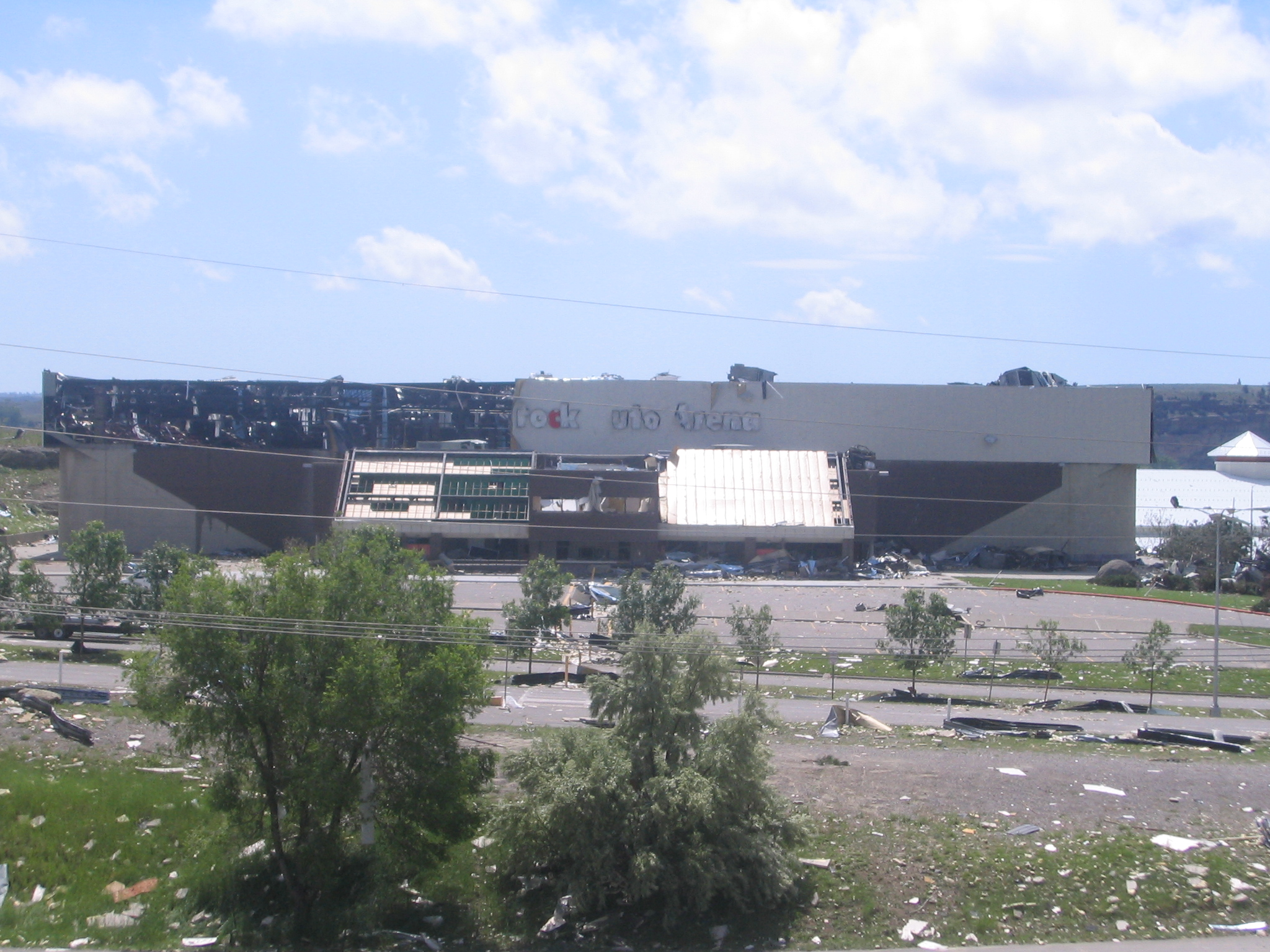
Die durch einen Tornado beschädigte Arena

Mit dem Namen METRA wurde die Arena im Jahr 1975 eröffnet. METRA ist ein Akronym für Montana's Entertainment, Trade and Recreation Arena. Später wurde das Messegelände ringsum der Halle in MetraPark umbenannt. Die Veranstaltungshalle wird von lokalen Sportmannschaften sowie für Konzerte, Familien- und Eisshows, Motorsportveranstaltungen, Musicals, Rodeos, Messen und andere Veranstaltungen genutzt.
In der Arena wurden z. B. Preseason-Spiele der National Basketball Association (NBA) ausgetragen. Am 8. Oktober 2008 fand das allererste Spiel des neuen Teams der Oklahoma City Thunder gegen die Minnesota Timberwolves statt. Die Timberwolves besiegten die Neulinge mit 88:82. Verschiedene Wrestling-Ligen wie die WWE, WCW oder UWF waren schon mit Veranstaltungen in der Sportarena vor Ort. 
Von 2000 bis 2010 war die IFL-Mannschaft der Billings Outlaws in der Arena ansässig. Das Eishockeyteam der Billings Bulls (NorPac) traten von 1993 bis 2006 in der Halle zu den Spielen an. Weitere Teams in der Geschichte der Arena waren die Basketballmannschaft der Billings Rims (AAPBL), die Billings Rimrockers der IBA-Basketball-Liga sowie die Eishockeymannschaft der Billings Bighorns aus der (WHL). Des Weiteren traten die Billings Thunderbolts der Indoor Football League (IFL) und das Basketballmannschaft der Billings Volcanoes aus der CBA in der Halle an.
Am 21. Februar 2007 gab der Autohandel Rimrock Auto Group bekannt, dass die Mehrzweckarena ab dem 1. Juli 2007 den Namen Rimrock Auto Arena at MetraPark erhalten wird. Der Sponsoringvertrag lief zunächst über zehn Jahre für eine Million US-Dollar.
Am 20. Juni 2010 zog über Billings und die damalige Rimrock Auto Arena ein Tornado hinweg und verursachte großen Schaden an der Halle. Ein großer Teil des Dachs wurde abgedeckt. Im Dezember 2010 lagen die Reparatur- und Renovierungsarbeiten im Zeitplan. Die erste Baumaßnahme seit der Eröffnung kostete etwa 30 Millionen US-Dollar. Ein großer Teil der Kosten wurde durch die Versicherung abgedeckt. Am 10. April 2011 trat Elton John als erster Künstler nach dem Tornado in der äußerlich noch im Bau befindlichen Halle auf.
Im Juni 2019 wurde die First Interstate Bank neuer Namensgeber der Halle. Der Vertrag ist über fünf Jahre bei insgesamt 875.000 US-Dollar ausgelegt.